# Oenothera hirsuta
Oenothera hirsuta är en dunörtsväxtart som först beskrevs av Édouard Spach, och fick sitt nu gällande namn av Wilhelm Gerhard Walpers. Oenothera hirsuta ingår i släktet nattljussläktet, och familjen dunörtsväxter. Inga underarter finns listade i Catalogue of Life.